# Saemundssonia marina
Saemundssonia marina är en insektsart som beskrevs av Günter Timmermann 1956. Saemundssonia marina ingår i släktet Saemundssonia och familjen fjäderlöss. Inga underarter finns listade i Catalogue of Life.